# Chronique du Templier de Tyr
Ne doit pas être confondu avec Templier de Tyr.
La Chronique du Templier de Tyr est l’œuvre en ancien français d'un historien médiéval, résidant à Chypre, qui fut secrétaire du grand maître de l'Ordre du Temple Guillaume de Beaujeu (1273-1291). Les événements relatés s'étendent de 1243 à 1314 et portent essentiellement sur l'histoire des Templiers. 